# Heliobolus neumanni
Espèce
Synonymes
- Eremias neumanni Tornier, 1905

Heliobolus neumanni est une espèce de sauriens de la famille des Lacertidae.

## Répartition
Cette espèce se rencontre en Tanzanie, au Kenya et en Éthiopie.

## Étymologie
Cette espèce est nommée en l'honneur d'Oskar Neumann.

## Publication originale
- Tornier, 1905 : Schildkröten und Eidechsen aus Nord-Ost Afrika und Arabien. Aus Carlo v. Erlanger’s und Oscar Neumann’s Forschungsreise. Zoologische Jahrbücher. Abteilung für Systematik, Ökologie und Geographie der Tiere, vol. 22, p. 365-388 (texte intégral).